# 望遠鏡座ξ
望遠鏡座ξ，又名CP-53 9794，HD 190421、SAO 246443、HR 7673，是望遠鏡座的一颗恒星，视星等为4.94，位于銀經345.55，銀緯-32.57，其B1900.0坐标为赤經19h 59m 43.5s，赤緯-53° -32.57′ 1″。